# Titularerzbistum Hadrianopolis in Haemimonto
Hadrianopolis in Haemimonto (ital.: Adrianopoli di Emimonto) ist ein Titularerzbistum der römisch-katholischen Kirche.
Es geht zurück auf ein früheres Bistum der antiken Stadt Hadrianopolis (heute Edirne) in der römischen Provinz Thracia bzw. in der Spätantike Haemimontus im östlichen Teil der Oberthrakischen Tiefebene im europäischen Teil der heutigen Türkei.
| Titularerzbischöfe von Hadrianopolis in Haemimonto |                              |                                                                                                   |                   |                    |
| Nr.                                                | Name                         | Amt                                                                                               | von               | bis                |
| 1                                                  | Vitalianus Visconti Borromeo |                                                                                                   | 4. Juli 1616      | Mai 1617           |
| 2                                                  | Cosimo de Torres             | Apostolischer Nuntius in Polen-Litauen Kardinalpräfekt der Konzilskongregation                    | 17. März 1621     | 16. September 1624 |
| 3                                                  | Giovanni Benini              |                                                                                                   | 31. Dezember 1622 |                    |
| 4                                                  | Giovanni de Torres           |                                                                                                   | 30. Januar 1645   | 1. April 1658      |
| 5                                                  | Stefano Brancaccio           | Apostolischer Nuntius im Herzogtum Toskana                                                        | 5. Mai 1660       | 2. Juni 1670       |
| ?                                                  | Adrian Walenburch            | Weihbischof in Köln (Deutschland)                                                                 | 8. August 1661    | 12. September 1669 |
| 7                                                  | Francesco Nerli der Jüngere  | Apostolischer Nuntius in Polen-Litauen                                                            | 16. Juni 1670     | 22. Dezember 1670  |
| 8                                                  | Pompeius Varese              |                                                                                                   | 19. Januar 1671   |                    |
| 9                                                  | Michelangelo Mattei          |                                                                                                   | 7. November 1689  | 18. Mai 1693       |
| 10                                                 | Johann Peter von Quentell    | Weihbischof in Straßburg (Frankreich) Weihbischof in Münster (Deutschland)                        | 16. Mai 1698      | 13. April 1710     |
| 11                                                 | Adam Daemen                  | Apostolischer Vikar der Mission „sui iuris“ von Batavia Holland Mission                           | 9. Februar 1707   | 30. Dezember 1717  |
| 12                                                 | Giovanni Lercari             |                                                                                                   | 15. Dezember 1760 | 10. Juli 1767      |
| 13                                                 | Andreas Ratti                |                                                                                                   | 15. April 1776    | 9. Januar 1779     |
| 14                                                 | Manuel Joaquim Da Silva      |                                                                                                   | 17. Juni 1793     | 18. Mai 1808       |
| 15                                                 | Giovanni Ceretti             | Apostolischer Vikar von Ava und Pegù (Myanmar)                                                    | 1845              |                    |
| 16                                                 | Giovanni Battista Paolucci   | Bischof von Nepi und Sutri (Italien)                                                              | 15. Juli 1878     | 27. Februar 1880   |
| 17                                                 | Michael Heiß                 | Koadjutorerzbischof von Milwaukee (Vereinigte Staaten)                                            | 9. April 1880     | 7. September 1881  |
| 18                                                 | Jacques-Hector Thomas        | Apostolischer Delegat in der Nuntiatur des Iran                                                   | 30. April 1883    | 14. Dezember 1910  |
| 19                                                 | Francesco Marmaggi           | Apostolischer Nuntius im Königreich Rumänien, in der Tschechoslowakei, in der Polnischen Republik | 1. September 1920 | 16. Dezember 1935  |
| 20                                                 | Eduard Profittlich SJ        | Apostolischer Administrator von Estland                                                           | 27. November 1936 | 22. Februar 1942   |
| 21                                                 | Carlo Falcinelli             | emeritierter Bischof von Jesi (Italien)                                                           | 1953              | 6. Juni 1959       |
| 22                                                 | Lino Zanini                  | Apostolischer Nuntius, Apostolischer Delegat, Pro-Nuntius und Kurienerzbischof                    | 16. Juni 1959     | 25. Oktober 1997   |